# Chris Latham
Pour les articles homonymes, voir Latham (homonymie).
Pas d'image ? Cliquez ici

a Compétitions nationales et continentales officielles uniquement.

b Matchs officiels uniquement.
Chris Latham, né le 8 septembre 1975 à Narrabri, est un joueur de rugby à XV australien occupant le poste d'arrière. Avec l'équipe d'Australie, dont il porte les couleurs à 78 reprises entre 1998 et 2007, il remporte un titre de champion du monde lors de l'édition de 1999. Il dispute deux autres éditions, en 2003 où l'Australie s'incline en finale et en 2007. Il joue en Australie avec Waratahs puis les Queensland Reds, avant de rejoindre le championnat anglais pour évoluer avec les Worcester Warriors puis le Japon, chez les Kyuden Voltex.

## Carrière
Originaire de la Nouvelle-Galles du Sud, il a commencé à jouer au football puis a joué au rugby quand il a eu 18 ans. Il a ensuite déménagé à Sydney, jouant pour le club de Randwick, puis a débuté en 1997 avec l'État de Nouvelle-Galles du Sud.
Il a joué aussi pour l'équipe d'Australie des moins de 21 ans en 1996.
Latham a effectué son premier test match en 1998 contre l'équipe de France. La même année il a rejoint les Queensland Reds pour disputer le Super 12, après avoir joué une saison avec les New South Wales Waratahs.
En 2004, il a disputé son cinquantième test match contre l'équipe d'Écosse.

## Palmarès

### En équipe nationale
- Vainqueur de la Coupe du monde de rugby 1999 au pays de Galles
- Finaliste de la Coupe du monde de rugby 2003 en Australie
- Vainqueur du Tri-nations en 2000 et 2001.

## Statistiques

### Clubs ou franchises
Il dispute 99 rencontres avec les Queensland Reds, inscrivant 211 points dont 41 essais,. 

### En sélection
Chris Latham dispute 78 tests avec l'équipe d'Australie, entre le 21 novembre 1998 contre l'équipe de France et le 6 octobre 2007 contre l'Angleterre. Il inscrit 40 essais, pour un total de 200 points.
Il participe à trois éditions de la Coupe du monde. Il joue en 1999 quand l'Australie est championne du monde : il joue la rencontre contre les États-Unis et inscrit un essai. Lors de l'édition de 2003, il joue contre la Namibie, inscrivant cinq essais. Lors de sa dernière participation, en 2007, il dispute cinq rencontres, contre le Japon, le pays de Galles, les Fidji, le Canada et l'Angleterre, inscrivant cinq essais, deux contre les Japonais, deux contre les Gallois et un contre les Canadiens.
Il dispute 27 rencontres de Tri-nations, inscrivant sept essais. Il participe à huit éditions du Tri-Nations en 2000, 2001, 2002, 2003, 2004, 2005, 2006 et 2007, remportant les éditions de 2000 et 2001.